# Senza zucchero
Senza zucchero (Cheeni Kum) è un film del 2007 diretto da R. Balki.
La pellicola rientra nel popolare filone Bollywood.

## Trama
Buddhadev Gupta è il sessantenne proprietario e chef di un ristorante indiano a Londra, lo Spice 6 e Nina Verma è una casuale cliente del suo ristorante.
L'altezzoso Buddhadev scopre di aver servito una pessima portata a Nina (lo "Hyderabadi Zafrani Pulao", in pratica riso allo zafferano), poiché il riso allo zafferano va servito senza zucchero (da cui il titolo), mentre è stato condito per errore con zucchero.
La storia narra dell'amicizia e dell'amore che nasce tra Buddhadev Gupta e Nina Verma nonostante la forte differenza di età. L'amore è osteggiato dal padre di lei ma visto di buon occhio dalla madre di lui. La storia si conclude con una proposta di matrimonio e l'approvazione finale anche del padre della sposa.